# Парамонов, Виктор Алексеевич
Виктор Алексеевич Парамонов — советский хозяйственный, государственный и политический деятель.

## Биография
Родился в 1929 году в Вологде. Член КПСС.
С 1950 года — на хозяйственной, общественной и политической работе. В 1950—1999 гг. — техник, радиоинженер, начальник смены, начальник цеха, заместитель директора завода, директор завода, генеральный директор, главный специалист технико-экономического Совета производственного объединения «Октябрь».
Лауреат Государственной премии СССР (1978 год).
Делегат XXVII съезда КПСС.
Жил в Каменске-Уральском.